# ماثيو لوفيت
ماثيو لوفيت (بالإنجليزية: Matthew Lovett)‏ هو رائد أعمال بريطاني، ولد في 11 أبريل 1991 في Newark-on-Trent ‏ في المملكة المتحدة.